# Zeuzera
Zeuzera is een geslacht van vlinders uit de familie van de houtboorders (Cossidae). De wetenschappelijke naam en de beschrijving van dit geslacht werden in 1804 gepubliceerd door Pierre André Latreille.

## Soorten
- Zeuzera biebingeri Speidel & Speidel, 1986
- Zeuzera lineata Gaede, 1933
- Zeuzera multistrigata Moore, 1881
- Zeuzera nepalense Daniel, 1962
- Zeuzera nuristanensis Daniel, 1964
- Zeuzera pyrina (Linnaeus, 1761) - Gestippelde houtvlinder
- Zeuzera qinensis Hua, Chou, Fang & Chen, 1990
- Zeuzera yuennani Daniel, 1940